# Шелонь (деревня)
Шелонь — деревня в Шимском районе Новгородской области в составе Подгощского сельского поселения.

## География
Находится в западной части Новгородской области на расстоянии приблизительно 5 км на запад по прямой от районного центра поселка Шимск на правом берегу Шелони.

## История
На карте 1840 года уже была обозначена как Княжий Двор с 46 дворами. В 1909 году здесь (деревня Старорусского уезда Новгородской губернии) было учтено 28 дворов. На карте 1942 года отмечена как часть деревни Красный Двор.

## Население
Численность населения: 177 человека (1909 год), 8 (русские 100 %) в 2002 году, 6 в 2010.